# Joanna Piech-Kalarus
Joanna Piech–Kalarus (ur. 20 marca 1951 w Katowicach) – polska profesor sztuk plastycznych w zakresie grafiki, artystka plastyk, nauczyciel akademicki
Ukończyła studia w Akademii Sztuk Pięknych w Krakowie na Wydziale Grafiki w Katowicach. Dyplom zdobyła w 1978. Uprawia grafikę (linoryt), malarstwo, ilustrację. Laureatka Grand Prix Międzynarodowego Triennale Grafiki w Krakowie w 2009. Od 2000 pracuje jako adiunkt w Instytucie Sztuki cieszyńskiej filii Uniwersytetu Śląskiego w Katowicach. Była stypendystką Ministra Kultury i Sztuki w 1998.
Jest współautorką i współrealizatorką malowideł sakralnych w kościele Zgromadzenia Księży Zmartwychwstańców w Krakowie, katedrze Chrystusa Króla w Katowicach (wraz z Ewą Sidorowicz), w kościele bł. Karoliny Kózkówny w Tychach (współautor Roman Kalarus), Matki Kościoła Niepokalanej Jutrzenki Wolności w Katowicach (współautor Roman Kalarus).

## Ważniejsze wystawy indywidualne
- Tychy, Galeria Art Nova II, 1994.
- Gliwice, Galeria  Brama, 1998.
- Kijów – Gallery Soviart and Majsternia, 2001.
- Czernihów (Ukraina),  Gallery Plast Art, 2001.
- Galerie Giradet Haus, Essen (Niemcy), 2003.
- Joanna Piech & Roman Kalarus, Synagoga, Jarosław, 2005.